# Cá nhám mèo Galápagos
Cá nhám mèo Galápagos (danh pháp hai phần: Bythaelurus giddingsi) là một loài cá nhám mèo được phát hiện ở quần đảo Galápagos của Ecuador. Các nhà nghiên cứu của Viện Khoa học California, Mỹ chỉ thấy chúng sau khi tàu ngầm của họ lặn xuống độ sâu khoảng 500 m. Loài này được mô tả khoa học năm 2012. Da của chúng có màu nâu sẫm, còn các đốm có màu xanh xám. Loài cá mập này có chiều dài khoảng 0,6 m. 
Loài này được phát hiện lần đầu năm 1995 trên một chuyến thám hiểm quần đảo Galapagos dẫn đầu bởi John McCosker từ Viện Khoa học California. Mục đích chuyến thám hiểm là quay phim tài liệu về quần đảo Galapagos cho Discovery Channel, được phát sóng năm 1996. Douglas Long là người đầu tiên nhận ra loài cá nhám mèo mới này khi ông đang xử lý các mẫu cá được thu thập trong chuyến thám hiểm. Loài đã được chính thức mô tả là một loài mới trong một bài viết bởi McCosker, Long và Carole Baldwin xuất bản trên Zootaxa tháng 3 năm 2012. Danh pháp chi tiết đặt theo nhà nhiếp ảnh dưới nước Al Giddings.